# Liste der Justizminister des Saarlandes
Dieser Artikel enthält eine Liste der Justizminister des Saarlandes.

## Justizminister Saarland (seit 1947)
| Name                                                 | Amtsantritt                                                       | Kabinett                                         | Partei              |
| Minister der Justiz                                  | Minister der Justiz                                               | Minister der Justiz                              | Minister der Justiz |
| ---------------------------------------------------- | ----------------------------------------------------------------- | ------------------------------------------------ | ------------------- |
| Heinz Braun                                          | 20. Dezember 1947                                                 | Hoffmann I                                       | SPS                 |
| Erwin Müller                                         | 14. April 1951                                                    | Hoffmann II                                      | CVP                 |
| Heinz Braun                                          | 23. Dezember 1953                                                 | Hoffmann III                                     | SPS                 |
| Erwin Müller                                         | 17. Juli 1954                                                     | Hoffmann IV                                      | CVP                 |
| Heinrich Welsch                                      | 29. Oktober 1955                                                  | Welsch                                           | parteilos           |
| Egon Reinert                                         | 10. Januar 1956                                                   | Ney                                              | CDU                 |
| Hubert Ney                                           | 4. Juni 1957                                                      | Reinert I                                        | CDU                 |
| Egon Reinert                                         | 26. Februar 1959                                                  | Reinert II                                       | CDU                 |
| Julius von Lautz                                     | 30. April 1959 17. Januar 1961 19. Juli 1965                      | Röder I Röder II Röder III                       | CDU                 |
| Alois Becker                                         | 1. Juli 1968 13. Juli 1970                                        | Röder III Röder IV                               | CDU                 |
| Minister für Rechtspflege                            |                                                                   |                                                  |                     |
| Rainer Wicklmayr                                     | 23. Januar 1974                                                   | Röder V                                          | CDU                 |
| Minister für Rechtspflege und Bundesangelegenheiten  |                                                                   |                                                  |                     |
| Rainer Wicklmayr                                     | 1. März 1977 5. Juli 1979                                         | Röder VI Zeyer I                                 | CDU                 |
| Minister für Rechtspflege                            |                                                                   |                                                  |                     |
| Franz Becker                                         | 23. Mai 1980                                                      | Zeyer II                                         | CDU                 |
| Minister für Rechtspflege und Bundesangelegenheiten  |                                                                   |                                                  |                     |
| Franz Becker                                         | 1. September 1981                                                 | Zeyer II                                         | CDU                 |
| Wolfgang Knies                                       | 10. Juli 1984                                                     | Zeyer III                                        | CDU                 |
| Minister der Justiz                                  |                                                                   |                                                  |                     |
| Arno Walter                                          | 9. April 1985 21. Februar 1990 23. November 1994 9. November 1998 | Lafontaine I Lafontaine II Lafontaine III Klimmt | SPD                 |
| Ingeborg Spoerhase-Eisel                             | 29. September 1999                                                | Müller I                                         | CDU                 |
| Minister für Justiz, Gesundheit und Soziales         |                                                                   |                                                  |                     |
| Josef Hecken                                         | 6. Oktober 2004                                                   | Müller II                                        | CDU                 |
| Minister für Justiz, Gesundheit, Soziales und Arbeit |                                                                   |                                                  |                     |
| Josef Hecken                                         | 3. September 2007                                                 | Müller II                                        | CDU                 |
| Gerhard Vigener                                      | 14. Mai 2008                                                      | Müller II                                        | CDU                 |
| Minister der Justiz                                  |                                                                   |                                                  |                     |
| Peter Müller                                         | 10. November 2009                                                 | Müller III                                       | CDU                 |
| Annegret Kramp-Karrenbauer                           | 24. August 2011                                                   | Kramp-Karrenbauer I                              | CDU                 |
| Anke Rehlinger                                       | 9. Mai 2012                                                       | Kramp-Karrenbauer II                             | SPD                 |
| Reinhold Jost                                        | 15. Januar 2014                                                   | Kramp-Karrenbauer II                             | SPD                 |
| Stephan Toscani                                      | 17. Mai 2017                                                      | Kramp-Karrenbauer III                            | CDU                 |
| Peter Strobel                                        | 1. März 2018                                                      | Hans                                             | CDU                 |
| Petra Berg                                           | 26. April 2022                                                    | Rehlinger                                        | SPD                 |